# Chauffeurs
Pour les articles homonymes, voir Chauffeur.

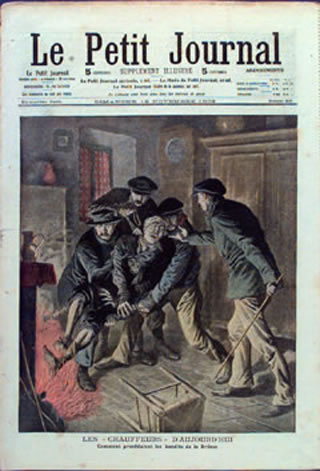
« Les « chauffeurs » d’aujourd’hui.
Comment procédaient les bandits de la Drôme. »
Le Petit Journal. 15 novembre 1908.

Les « chauffeurs de pâturons » (en argot, « brûleurs de pieds ») ou simplement « chauffeurs » est un terme populaire utilisé pour désigner les bandes de criminels qui s’introduisaient la nuit chez les gens et leur brûlaient les pieds sur les braises de la cheminée pour leur faire avouer où ils cachaient leurs économies.

## Base du «métier» de chauffeur
En cette époque troublée suivant la Révolution, ces bandes organisées écumaient les campagnes de Picardie et du Nord, chacun des membres connaissant sa tâche : faire effraction, escalader les murs, enfoncer les portes, lier, chauffer les pieds, tout cela à fin de vol. Partout c'était les mêmes moyens employés par les brigands dont il résultait subsidiairement d'autres forfaits et tortures de l'incendie au viol, jusqu’au meurtre.

## Historique
On évoque ces pratiques criminelles dès la fin du XVIIe siècle. Les forêts qui couvrent alors une grande proportion du territoire, protègent toutes sortes d’individus. 

### XVIIIesiècle
À l’époque, sévissent surtout les « Chauffeurs du Nord » dont les plus célèbres furent :
- François Marie Salembier (né le 15 décembre 1764 à Isbergues - guillotiné à Bruges le 6 novembre 1798), qui sévit dans les départements de la Lys, de l’Escaut et du Nord. Il est le fils de Jacques Joseph et de Anne Isbergues Delmar ; Il épouse Marie Anne Françoise Carpentier le 4 octobre 1785 à Isbergues ;
- La bande du Capitaine Moneuse (Marly 1768 - guillotiné à Douai le 18 juin 1798) qui terrorise le Nord, le Pas-de-Calais et le Hainaut belge ;
- Les Herbo terrorisent le village de Ghoy et sa région ;
- Un certain Fontaine met Papignies et sa région sous sa coupe ;
- Willocq, dit « Le Pire » ;
- Les frères Massart rançonnent Biévène et ses environs et échappent aux gendarmes ;
- Jean-Joseph Boulanger, dit « Quette-Marie-Maison », dit « L’Anglais », et sa bande pillent le canton de Lessines.

Dans d'autres régions ce sont :
- Les « chauffeurs de la Beauce »  ou « chauffeurs d'Orgères » dont les activités, de 1785 à 1792, s’étendent sur sept départements, particulièrement en Eure-et-Loir et dans le Loiret ;
- Les « chauffeurs  de (François) Robillard », actifs dans l'Eure et les départements voisins de 1793 à 1797[2].

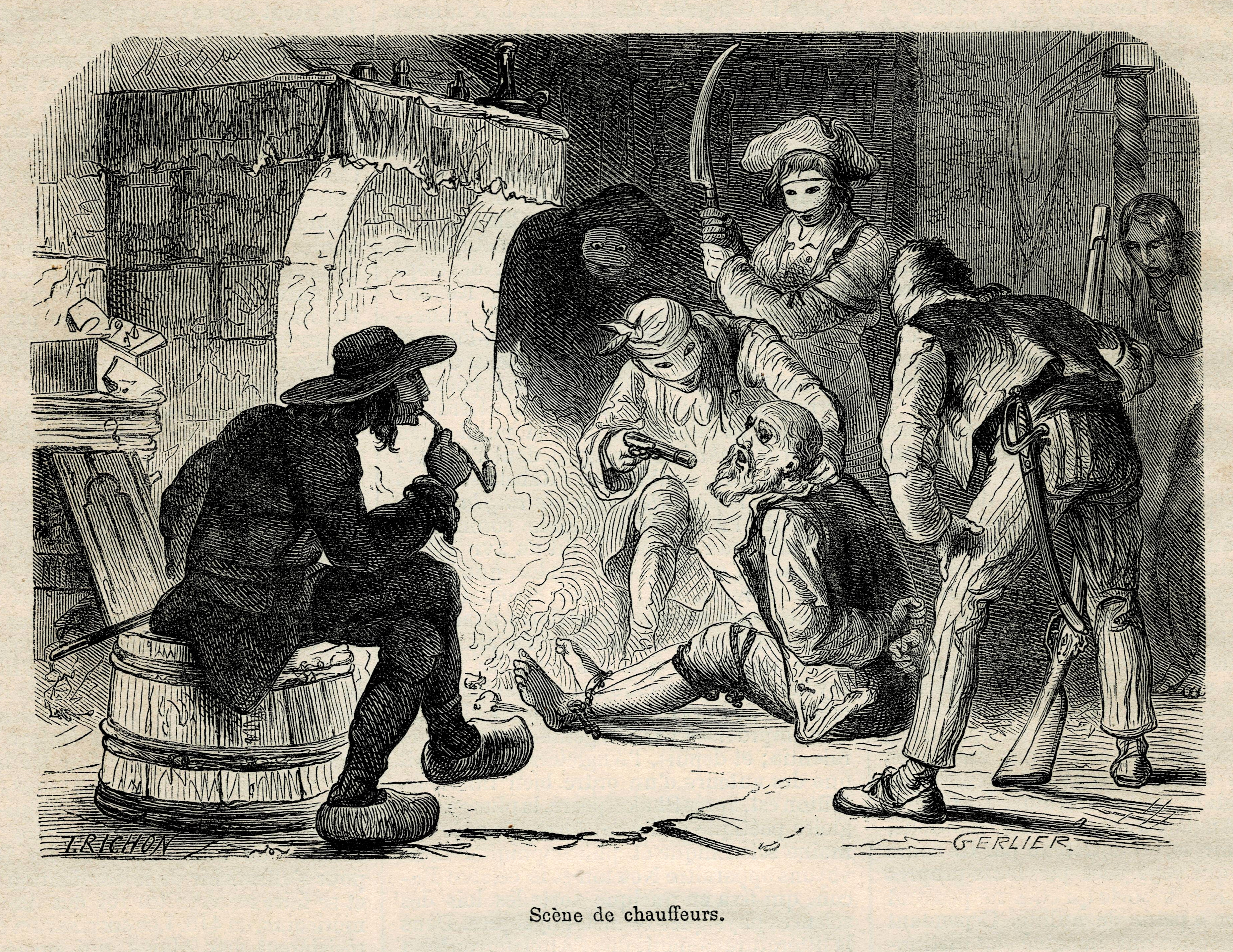
Scène de chauffeurs (1862)

Ces sinistres personnages, en général de paisibles ouvriers ou commerçants le jour, se masquent ou se maquillent le visage en noir la nuit pour aller dévaliser de pauvres gens. En cas de refus, ou même parfois pour ne pas laisser de témoins de leur passage, ces bandits assassinent leurs victimes.
Les chauffeurs arrêtés finissent, en général, à la guillotine.
- Le 6 novembre 1798, 17 Chauffeurs du Nord de François Marie Salembier sont guillotinés à Bruges ;
- Toujours en 1798 Antoine-Joseph Moneuse et son complice Nicolas-Joseph Gérin sont également guillotinés, à Douai, mais ces exécutions n’ont pu mettre fin aux agissements de toute une série de petits malfrats ;
- Le 3 octobre 1800, à Chartres, ils sont 23 de la bande d’Orgères à monter sur l’échafaud.

### XIXesiècle
- Le 21 novembre 1803, à Mayence (aujourd’hui en Allemagne), on exécute Johannes Bückler, dit Schinderhannes, ainsi que 19 de ses complices. Bückler était le chef d’une bande de chauffeurs qui terrorisaient l’Alsace et la région de Mayence depuis plusieurs années ;
- Le 5 juin 1807, à Mons 9 membres de la bande à Boulanger sont guillotinés ;
- Le 17 octobre 1820, à Rosières, 3 membres des chauffeurs du Santerre, dont Prudence Pezé alias la « Louve de Rainecourt », sont guillotinés.

### XXesiècle

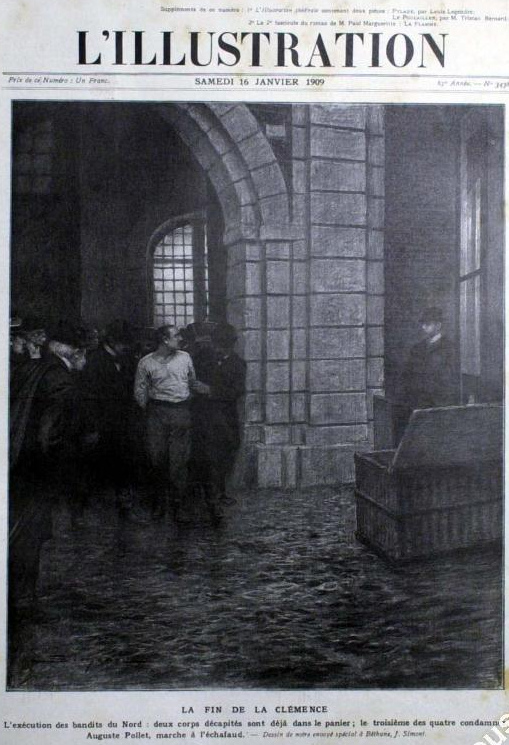
Auguste Pollet, chef de la bande d'Hazebrouck, allant à la guillotine. L'Illustration, 16 janvier 1909.

Même si, pendant le XIXe siècle, il arrive parfois que de telles bandes se créent çà et là en France, c’est à la Belle Époque qu’on voit une réelle recrudescence de cette sorte de malfrats.
- Ainsi, une bande en Aquitaine, la « bande Bouchery », du nom de son chef, tenancier de la buvette de la gare de Langon[3] ;
- « Les Bandits d’Hazebrouck » dans le Nord et le Pas-de-Calais. Le 11 janvier 1909, les meneurs de la bande d’Hazebrouck, Canut Vromant, Théophile Deroo, Auguste Pollet et son frère (et grand chef) Abel Pollet, sont guillotinés devant la prison de Béthune ;
- Le 22 septembre 1909, à Valence, trois membres des « Chauffeurs de la Drôme »[4], Octave David, Louis Berruyer et Urbain Liottard sont également guillotinés ;
- Dans les années 1920, une nouvelle bande, les « Cagoulards », voit le jour dans la région de Lille. Les chefs seront arrêtés en 1924, et le chef, Henri Olivier dit « Le Tigre », est à son tour guillotiné à Lille le 24 mars 1925.

Les dernières bandes de chauffeurs apparaîtront après la Seconde Guerre mondiale.
- « Le gang des Romanis » qui sévit en Bourgogne ;
- « Le Gang d’Albert », en Picardie, en sont les exemples les plus typiques ;

Les chefs de chacune de ces bandes furent exécutés : Nicolas Stéphan, chef des Romanis, à Chalon-sur-Saône le 14 février 1952, et Raymond Perat, chef du « Gang d’Albert », à Laon le 4 juillet 1952.

### XXIesiècle
- Dans la nuit du 16 au 17 février 2014, l’élu LR Didier Bremond et son épouse sont violemment agressés dans leur villa de Saint-Maximin-la-Sainte-Baume (Var) où leurs agresseurs utilisent un procédé rappelant ceux qu’on dénommait autrefois les « chauffeurs » ou « brûleurs de pieds »[5].